# Titus Domitius Cosconianus

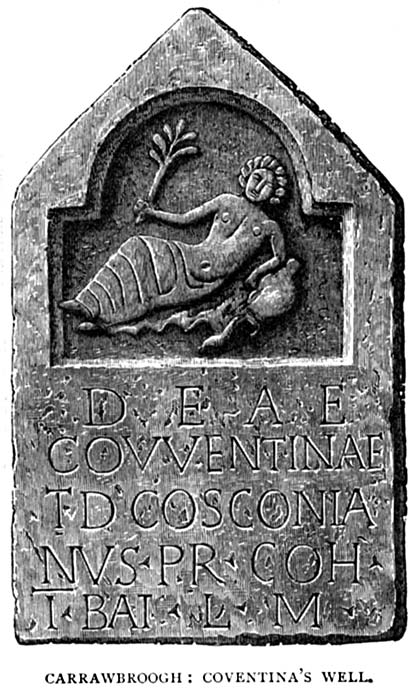
Der Altar mit der Inschrift

Titus Domitius Cosconianus war ein im 3. Jahrhundert n. Chr. lebender Angehöriger des römischen Ritterstandes (Eques).
Durch eine Weihinschrift, die beim ehemaligen römischen Militärlager Brocolitia gefunden wurde, ist belegt, dass Cosconianus Kommandeur (Praefectus) der Cohors I Batavorum war, die zu diesem Zeitpunkt in der Provinz Britannia stationiert war. Er weihte den Altar der Göttin Coventina.

## Name
In der Inschrift wurde sein Name als T D Cosconianus eingemeißelt, d. h. der Gentilname wurde nur mit D angegeben. John Spaul ergänzt zu D(omitius). Bei RIB werden zwei weitere Historiker angegeben, die ebenfalls zu D(omitius) ergänzen.

## Datierung
Die Inschrift wird bei der Epigraphik-Datenbank Clauss-Slaby (EDCS) und bei der Epigraphischen Datenbank Heidelberg (EDH) auf einen Zeitraum zwischen 201/230 datiert.